# Atletica leggera ai Giochi della XXI Olimpiade - Pentathlon

Video della gara (la serie delle migliori sui 200 metri)

Il pentathlon ha fatto parte del programma femminile di atletica leggera ai Giochi della XXI Olimpiade. La competizione si è svolta nei giorni 25-26 luglio 1976 allo Stadio Olimpico (Montréal).

## Presenze ed assenze delle campionesse in carica
| Competizione      | Atleta           | Prestazione | Montréal 1976 |
| ----------------- | ---------------- | ----------- | ------------- |
| Olimpiadi 1972    | Mary Peters      | 4 801 p.    | Rit. 1974     |
| Commonwealth 1974 | Mary Peters      | 4 455 p.    | Rit. 1974     |
| Europei 1974      | Nadežda Tkačenko | 4 776 p.    | Presente      |
| Panamericani 1975 | Diane Jones      | 4 673 p.    | Presente      |

La vincitrice dei Trials USA è Jane Frederick con 4 622 p.

La detentrice del record mondiale è, dal 1973, la tedesca Est Burglinde Pollak con 4 932 p.

## La gara
Tutti si aspettano una lotta tra sovietiche e tedesche dell'Est.

Comincia bene Burglinde Pollak (DDR), ma alla terza prova passa in testa la sovietica Tkachenko, campionessa europea in carica.

Nella seconda giornata il margine della Tkachenko si assottiglia dopo il lungo; nell'ultima gara, i 200 metri, la sovietica non può fare nulla contro le tedesche est, che sono molto più forti. Sigrun Siegl, che era affondata in settima posizione, ferma i cronometri sul tempo di 23”09, il suo record personale, un tempo che varrebbe quasi la finale olimpica di specialità. Sale immediatamente al primo posto in classifica generale. Ma, inaspettatamente, il conto dei punti totali la vede a pari merito con la connazionale Laser. La Siegl viene proclamata vincitrice poiché, nel confronto diretto, è risultata migliore in tre specialità su cinque.

Per Burglinde Pollak è il secondo bronzo olimpico consecutivo.

Nadezhda Tkachenko giunge quinta con 4.669 punti. Settima è la vincitrice dei Trials USA, Jane Frederick, con 4.566 punti.
| Pos | Paese                             | Atleta                                      | Punti |  |
| --- | --------------------------------- | ------------------------------------------- | ----- |  |
|     | Germania Est                      | Sigrun Siegl                                | 4.745 |  |
|     | CORSE 100 ost. 13"31 200 m: 23"09 | CONCORSI Alto: 1,74 Peso: 12,92 Lungo: 6,49 |       |  |
|     | Germania Est                      | Christine Laser                             | 4.745 |  |
|     | CORSE 100 ost. 13"55 200 m: 23"48 | CONCORSI Alto: 1,78 Peso: 14,29 Lungo: 6,27 |       |  |
|     | Germania Est                      | Burglinde Pollak                            | 4.740 |  |

La vittoria della Siegl, dovuta ad una performance eccezionale nella gara dei 200 metri, indurrà la Federazione mondiale a cambiare la composizione del Pentathlon. Ai Giochi del 1980 i 200 metri saranno sostituiti dagli 800 metri.